# 安珍・清姫伝説

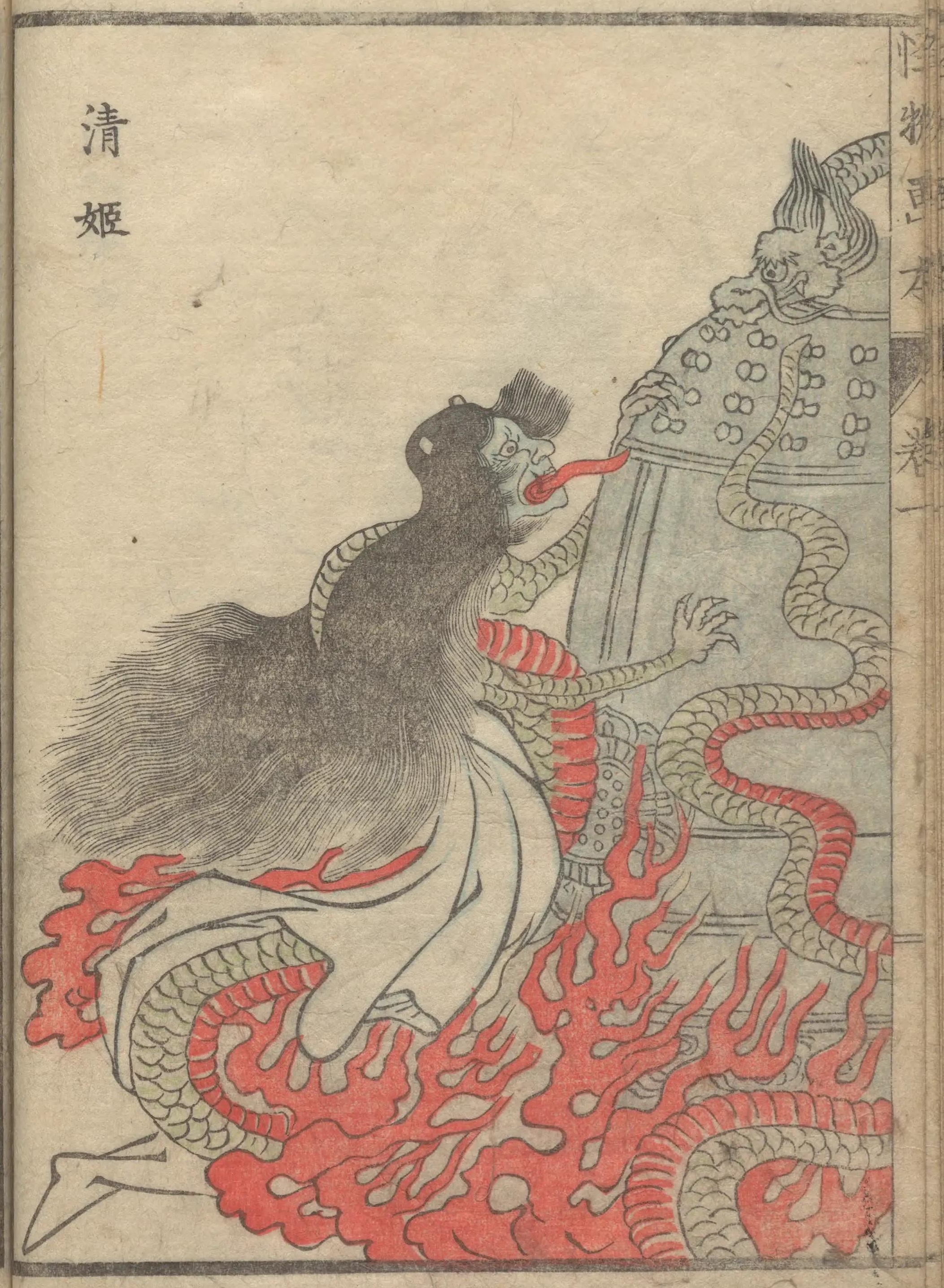
清姫 ―李冠光賢 画 、鍋田玉英 模写 『怪物画本』（1881年）、16葉裏

安珍・清姫伝説（あんちんきよひめでんせつ）とは、紀州道成寺にまつわる伝説のこと。思いを寄せた僧の安珍に裏切られた清姫が蛇に変化して日高川を渡って追跡し、道成寺で鐘ごと安珍を焼き殺すことを内容としている。
そしてこの男女は因縁のまま輪廻転生するが、道成寺の住持の読経の供養により成仏するという仏教説話である。

## 概説
安珍・清姫伝説は、主人公らの悲恋と情念をテーマとした、紀伊国（和歌山県）道成寺ゆかりの伝説である。
原型とされる平安時代の『大日本国法華験記』（『法華験記』）・『今昔物語集』所収の説話には、熊野参詣の僧と、宿の寡婦とだけ記され、名は言及されていない。安珍の僧名は『元亨釈書』（1322年）が初出で、清姫の名は1742年初演の浄瑠璃に初めて見える。よって安珍清姫の名を冠した作品や絵巻物等の稿本は、おおむね江戸時代以降ということになる。
室町時代の『道成寺縁起』（上下巻、絵巻、重文）でも、主人公らは無名である。
能（謡曲『道成寺』）、歌舞伎（『娘道成寺』、総じて「道成寺物」という作品群）、浄瑠璃（『日高川入相花王（ひだかがわいりあいざくら）』『道成寺現在蛇鱗（げんざいうろこ）』）など、後世にさまざまな題材にされてきた。
道成寺では、絵巻物（後期の写本・摸本類）を見せながら絵解き説法をおこなっているが。昭和の時代に文言を多少アレンジして作成された「千年祭本」および、書写は新しいが古形にちかい「道成寺縁起絵とき手文」が台本としてあるものの、実践においては台本通りでない（例えば清姫が年齢13歳であるというこの両本にある記述は口にされない）。
「略縁起」と名のつく稿本も複数存在する。また、絵解きの影響で、江戸時代にはこの伝説が「略縁起」の形で刊行され、数多く頒布されてきた。

## あらすじ

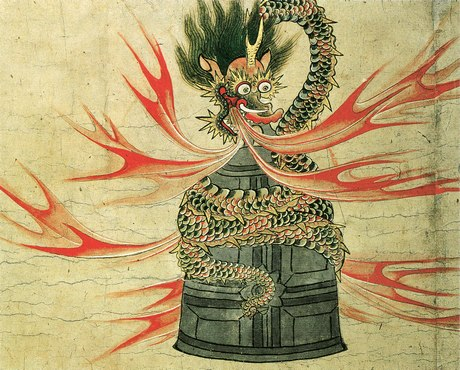
伝土佐光重（土佐派）画『道成寺縁起』。蛇身となった清姫が鐘の中の安珍を焼き殺そうとする様子を描いたもの。

伝説のあらましは、おおむね次のようなものである。
奥州白河（現在の福島県白河市）から安珍という僧（山伏）が熊野に参詣に来た。この僧は大変な美形であった。紀伊国牟婁郡（現在の和歌山県田辺市中辺路、熊野街道沿い）真砂の庄司清治・清次の娘清姫は宿を借りた安珍を見て一目惚れし、女だてらに夜這いをかけて迫る。安珍は僧の身ゆえに当惑し、必ず帰りには立ち寄ると口約束だけをしてそのまま去っていった。
欺かれたと知った清姫は怒って追跡をはじめるが、安珍は神仏（熊野権現・観音）を念じて逃げのびる。安珍は日高川を渡るが、清姫も河川に身を投じて追いかける。蛇体となりかわり日高川を泳ぎ渡った清姫は、日高郡の道成寺に逃げ込んだ安珍に迫る。安珍は梵鐘を下ろしてもらいその中に逃げ込む。しかし清姫は許さず鐘に巻き付く。因果応報、安珍は鐘の中で焼き殺されてしまう。安珍を滅ぼした後、本望を遂げた清姫はもとの方へ帰っていき、道成寺と八幡山の間の入江のあるあたりで入水自殺したといわれる。
畜生道に落ち蛇に転生した二人はその後、道成寺の住持のもとに現れて供養を頼む。住持の唱える法華経の功徳により二人は成仏し、天人の姿で住持の夢に現れた。実はこの二人はそれぞれ熊野権現と観世音菩薩の化身であったのである、と法華経の有り難さを讃えて終わる。
以上のあらましは、大筋では室町時代の『道成寺縁起』の粗筋と合致するが、ただし『縁起』には安珍・清姫の名が登場しない。道成寺で行われる絵解きの台本『道成寺縁起絵とき手文』（仮綴。原本は江戸時代末）が、『縁起』絵巻に沿った構造で、原文も盛り込み、かつ安珍・清姫の物語となっている。
同寺の絵解きでは、ビジュアル的には『道成寺縁起』の摸本を使うものの、語り部の台詞の資料としては安珍・清姫の名のある（古めかしい言葉遣いの）台本を使いつつ、全く台本通りではなく現代語に直しながら語られる。より詳しい内容などは後述する。

## 伝承の経緯

### 原型
上述したように、その原型には『大日本国法華験記』（巻下第百二十九「紀伊国牟婁郡悪女」）の説話があり、これが『今昔物語集』巻第十四第三「紀伊ノ国道成寺ノ僧写法華救蛇語」に伝承されている。原文をくらべると前者は漢文で、後者は読み下してあるが、ほぼ同文である。
『法華験記』本のあらましでは、庄司の娘の代わりに、牟婁郡の寡婦（必ずしも未亡人とは限らない）が熊野参詣の旅中の僧らに宿を提供する。また、宿泊するのは老若二人の僧である（懸想されるのは「其形端正」な若い僧）。言い寄られた若い僧は（流布説話と同様に）参詣を終えた後にまた立ち寄ると口約束して旅立つが、いっこうに戻ってこない。逃げられたと怒った寡婦は部屋に籠り、体長五尋の毒蛇に変化、僧を追って（熊野参詣道をたどり）、道成寺で鐘に隠れた僧を焼き殺す。そして（流布する伝説と同様）、道成寺の高僧の夢枕に、その若い僧が蛇の姿で現れ、自分は蛇の女の夫になりこの姿になってしまったと嘆き、法華経「如来寿量品」を写経して納め供養をしてほしいと懇願する。老僧が所望の供養のための法会をおこなったのち、ふたたび夢に現れ男は兜率天、女は忉利天となり往生したと満悦そうに報告する。
渡辺保は『大日本法華経験記』に記される話について、不自然な点があると指摘している。例えば女がなぜ部屋にこもると大蛇に変じたのか、また道成寺では大蛇に変じた女から逃げる若い僧を、なぜ鐘の中に隠したのかなどである。そうした点が見られるのは、「古い日本の伝承を無理に仏教の霊験譚にこじつけた結果」だという。女が部屋にこもって蛇になったのは、「仏教渡来以前の日本人の古代の死生観」によるもので、そして「もとになった説話が、道成寺という寺の縁起にまつわるものでも、法華経の功徳にまつわるものでもなく、鐘の縁起にまつわるもの」であり、「この物語が本来鐘にまつわる説話だった」とする。また『今昔物語集』所収の話は『大日本法華経験記』と同内容であるがその細部は異なっており、例えば女が蛇に変ずる場面でも、女は一旦死んだとされた後、その寝室から蛇となって出てくる事になっている。これは「一種の合理化であって、あの古代の変身は消えて、女の亡霊という形で蛇の存在が説明」されたものであり、そういった合理化によって伝承の物語化がされ、「文学化」が行われたと述べている。

### 道成寺縁起
原型（平安時代の説話）から、やがて道成寺の縁起物（室町時代から江戸時代）に発展した。江戸期の写本や摸本を数多く道成寺では所蔵する。
なかでもとりわけ有名な稿本は、道成寺蔵『道成寺縁起』（絵巻、2巻2軸、重文）であるが、これは寺伝では応永十年（1403年）
後小松天皇の宸筆により書きしたためられたもので絵は伝・土佐光重筆だが、現代の検証では16世紀前半ないし15世紀後半の成立と推察される。
時代設定は、醍醐天皇の御代、延長6年（928年）夏の頃とある。
『道成寺縁起』では、主人公の女は真砂（）の清次の「娵（）」と書かれているが、これは清次の「妻」のことだとも「子供の妻」である嫁（義理の娘）だとも解釈されて、見解が分かれているようである。
その相手は奥州出身の美男子な僧（「見目能僧」）と記される。女は僧に「かくて渡らせたまえ」（しばらくいらしてください）と迫るが、これは夫になってくれとの口説きだと解釈される。後日、再会を約束したはずの僧はとうに通り過ぎて行ったと知って出立した女房は、切目王子の社を過ぎた上野という場所で追いつき呼びかけたが、僧は頭巾、負厨子、念珠などをかなぐり捨てて逃げたので、女は上体蛇と化し火を吹いて追いかけた。僧は塩屋を過ぎ、日高川を船で渡って逃げたが、女は衣を脱ぎ捨て全身蛇体となって泳ぎわたる。以上の部分も、残りの部分も、上述の安珍清姫伝説と比べて大きな違いは無い。僧は道成寺に駆け込んでかくまわれ、鐘の中に隠されるが、女房の大蛇は尾で堂の戸を壊し、鐘の竜頭（）を銜（）えては鐘に巻きつき尾でこれを打ち鳴らすと火焔がまきおこった。「3時あまり」（6時間余?）経ってやっと大蛇は「両眼より血の涙を流し」離れていったが、鐘を消火してみると骸骨だけの炭のような遺体がみつかった（以下略）。

### 賢学草紙・日高川草紙
異本である酒井家旧蔵『賢学草子絵巻』（伝・土佐広周筆）では、「姫君」と「賢学（）」とあり、関連本である武蔵野大学本もまた然りである。この両本は本文において様々な相違がみられるが、ともに「古寺」とあり「道成寺」と明記されない、にもかかわらず、酒井家旧蔵本には「右、道成寺之絵一巻者..」との加証識語が加えられている。この摸本/粉本（）として和歌山県立博物館蔵『日高川草紙』」があり、山沢与平（1886年没）の筆とされる。
「道成寺縁起」の異本にはまた根津美術館蔵の『賢学草子』（または「日高川草紙」と称す）があり、遠江国橋本宿の長者の娘「花ひめ（花姫）」と、三井寺の若き僧「けんかく（賢学）」となっている。賢学は花姫と結ばれる運命だという天啓を夢に見、修行の妨げとなることを恐れて、遠州にいる幼い花姫の胸を刺して逃げる。その後賢学は一目惚れした娘と結ばれるが彼女の胸の傷から成長した花姫その人であると気付き彼女を捨てて熊野へ向かう。花姫は彼を追い、ついに蛇となって日高川を越えて追いすがる。とある寺に逃げこんだ賢学は鐘の中に匿われるが、蛇と化した花姫は鐘にとぐろを巻いてそれを湯のごとく溶かし、賢学を掴みだしたのち、川底へと消えていった。その後弟子たちが二人を供養したという。
『賢学草子』（別名『日高川草紙』）の諸本（酒井家旧蔵本系統・根津美術館本系統のいずれも含む）は、『道成寺縁起』に比べると"宗教色が希薄で「御伽草子」的要素が強い"話筋である。刃傷沙汰による殺人未遂の段こそ欠けるが、酒井家旧蔵本系統の『賢学草子』も、破戒僧であることにかわりはない。ここでは賢学が清水寺に籠っているときに姫を見初め、恋文をやりとりし契りを交わすが。賢学は悔恨して、熊野詣に出、滝に打たれる修行に打ち込むが（異本では那智滝）が姫に見つかり邪魔をされ、道成寺へと逃げ込む展開となる。

### 安珍・清姫の名の嚆矢
これらのいずれにおいても安珍・清姫の名はまだ見られず、安珍の名の初出は『元亨釈書』（1322年）である。ただし鞍馬寺に居たことになっており、後の奥州白川の僧という設定と異なっている。また、出身はみちのくであるが（現・宮城県角田市藤尾の東光院の山伏・住持）、京都の鞍馬寺で修行したと辻褄を合わせている民話が角田市界隈に伝わる。
安珍を山伏とみるべきか、そうでなしかとみるべきか考察があるが、能楽の『道成寺』で「山伏」と設定されている。草紙では『道成寺縁起』絵巻や『賢学草子』の詞に「山伏」としていないが、挿絵は山伏姿に描かれている。
清姫の名の初出は並木宗輔作の浄瑠璃『道成寺現在蛇鱗』（寛保2/1742年初演）とされる。浄瑠璃『道成寺現在蛇鱗』（宝暦9/1759年）にも清姫の名はみえる。なお、清姫の名は、その父親の名とされる庄司の清次からとられていると目される。
清姫の年齢は文献に拠って13歳, 16歳など様々である。"現行の絵解きでは清姫の年齢には触れないが、二種の絵解き台本には「此の姫十三の時、又僧の参られまして」(『道成寺縁起絵とき手文』)、「清治と申す人の姫で、時に年拾三歳で御座いました」 (千年祭本『道成寺縁起絵とき』)"とみえる。『安鎮清姫略物語』（文政年間の刊行）でも「わらはもはや今年十三歳に及べり」。また、酒井家旧蔵本『賢学草子』等では「姫君十六になり侍るに」とあり、その写本である『道成寺絵詞』でも当然16歳である。"常磐津"だと清姫は「十六七な、白歯の振袖の女の娘」。
草紙では系統に関わらず蛇は"本の所に去"りゆくだけなのに、台本系統では道成寺と八幡山の入江の橋の下に沈んで果てることになっている 。そしてその入江はのちに陸地となり、"田の中にありまする蛇塚（へびつか/じゃつか）"がその標榜だと伝える。

### 伝承内容の相違
平安時代の古い文献などが伝える伝承と、後の伝説では相違点もうかがえる。
『大日本国法華験記』本は、道成寺で僧を焼き殺す点は一致しているが、蛇道に堕ちた二人を成仏させた僧にも前世からの因縁があったとしている。
また『法華験記』では女が寝屋に籠って蛇となるが、「道成寺縁起」では途上で徐々に蛇に変化していく様子が描かれる。
『今昔物語集』では、あえて「若き」寡婦とされ、また部屋に籠って死んだ後に「五尋ばかりの大蛇」に変身している。

### ゆかりの地名の記述
『道成寺縁起』絵巻や、絵解きでは現地の地名がことこまかに説明されることが知られる。
以下、縁起や絵解きで説明される、僧/安珍と蛇姫/清姫の道成寺までの道のりのゆかりの地名を絵巻や台本に沿って説明する。

#### 切目川より
（切目王子～上野～塩屋）
当寺では地元の地名をいくつもからめてこの道中が伝えられる。姫は切目川を渡り、切目五体王子の神社の先（北西）の上野という場所で追いつき、あのときの御房（僧）でないかと声をかける。しかし記憶にない、人違いだと否認したため、姫は激昂して火煙（火炎）を吹きはじめ、安珍は恐怖をなして念仏（「南無金剛童子」、次いで「南無観世音」等）を唱える。その甲斐あって（塩屋に）逃れるが、見失ったことに怒りをつのらせた清姫が、ここで（首から上が）蛇と化する。

#### 日高川

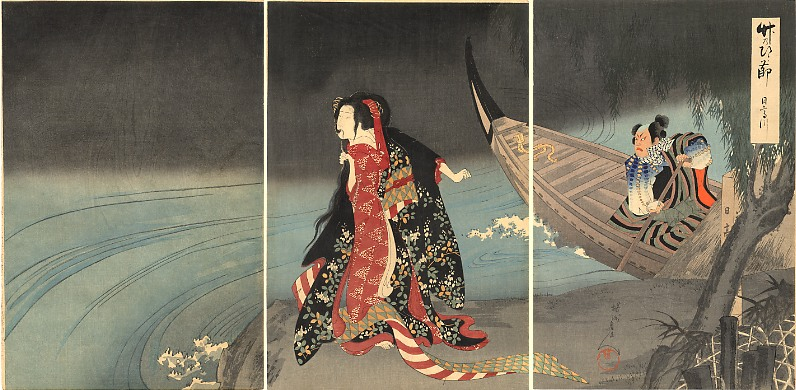
「竹のひと節 日高川」 義太夫節『日高川』の場面を描く。楊洲周延画。

安珍は日高川で渡し船に頼みこみ渡ってしまうが、現代の絵解き（千年祭本）だとここで熊野権現への祈りが通じて、清姫がいわば不動金縛りになった隙に逃げ出す、という脚色があるかわりに、脱衣するという表現をさけて「かような姿になった」と絵を指し示す演出になっているが、もとは清姫が衣服を川辺に脱ぎ捨てて全身もろとも毒蛇となり、日高川を渡る場面となっている。

### 釣鐘の顛末

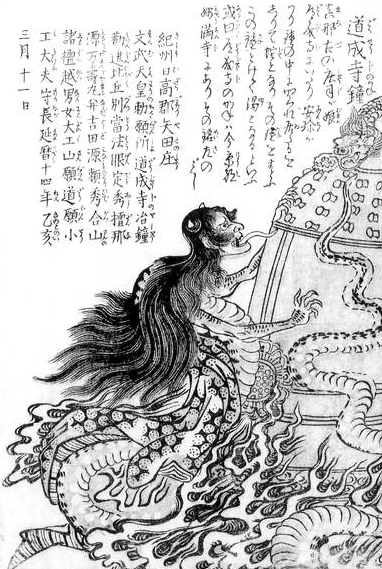
鳥山石燕『今昔百鬼拾遺』より「道成寺鐘」

解説によっては、隠れ場所につかった道成寺の鐘は、清姫の炎によって融解してしまったと説くが、『道成寺縁起』の文章では、上述したように何時間は燃えていたが水で消火して鐘を除けたことになっているので、鐘が残存したものととれる。
ところが能楽の『道成寺』では、"鐘は即ち湯となつて、終に山伏を取りお終んぬ"という描写になっている。鳥山石燕の妖怪画集『今昔百鬼拾遺』にも「道成寺鐘」と題して伝説の絵図があり、安珍の隠れた鐘は、蛇と化した庄司の娘がまきついて、「鐘とけて湯となるといふ」としている、にもかかわらず、件の鐘は、石燕の時代には妙満寺に納められているという事も併せ述べられている。

#### 後日談
安珍と共に鐘を焼かれた道成寺であるが、四百年ほど経った正平14年（1359年）の春、鐘を再興することにし、逸見万壽丸が寄進した。二度目の鐘が完成した後、女人禁制の鐘供養をしたところ、一人の白拍子（実は清姫の怨霊）が現れて鐘供養を妨害した。白拍子は一瞬にして蛇へ姿を変えて鐘を引きずり降ろし、その中へと消えたのである。清姫の怨霊を恐れた僧たちが一心に祈念したところ、ようやく鐘は鐘楼に上がった。しかし清姫の怨念のためか、新しくできたこの鐘は音が良くない上、付近に災害や疫病が続いたため、山の中へと捨てられた。
さらに二百年ほど後の天正年間。豊臣秀吉による根来攻め（紀州征伐）が行われた際、秀吉の家臣仙石秀久が山中でこの鐘を見つけ、合戦の合図にこの鐘の音を用い、そのまま京都へ鐘を持ち帰り、清姫の怨念を解くため、顕本法華宗の総本山である妙満寺に鐘を納めた。
伝統芸能でも前記「後日談」の部分が用いられることが多く、そのため安珍を直接舞台に出すことなく女性の怨念の物語として世界を展開することができた。

### 江戸期の伝統芸能
芸能を主に、様々な作品の題材として広く採りあげられた。
- 能 : 『鐘巻』（廃曲だが復元が試みられている）。これを大幅に省略した謡曲『道成寺』のみが逸失せず伝わる[131]。『鐘巻』については、従来は観阿弥（1384年没）、世阿弥（1443年没）の作とされてきたが、観世小次郎信光（1516年没）（横道萬里雄説）も有力視されており[99]、これだと成立年代もだいぶ下ることになる。
- 長唄 : 『紀州道成寺』
- 常磐津：『道成寺伝授ノ睦言』
- 荻江節 : 『鐘の岬』
- 義太夫節 : 『日高川』 ※このページの冒頭に表示されている画像は、このお芝居の一場面である。
- 人形浄瑠璃 : 『日高川入相花王』（ひだかがわいりあいざくら）[注 26]宝暦9年、大坂竹本座で初演された。四段目「日高川渡し場の段」が特に有名で、この段だけが独立して上演されることも多い。清姫から逃れて日高川に至った安珍は、渡し船で対岸へ渡り、船頭に金をつかませて「あとから追って来た清姫を決して乗せるな」と言い含めた。そうとは知らず血相を変えて追いかけて来た清姫は対岸まで乗せてくれと船頭に懇願するが、安珍に買収されている船頭は聞き入れてくれない。安珍の卑劣さと船頭の頑迷さに激怒した清姫が後先も考えずに日高川へ飛び込むと、忿怒のあまり清姫の身体は大蛇へ変じ、そのまま川を泳ぎ渡る。この変身ぶりが見どころのひとつで。清姫の文楽人形の頭（かしら）は「ガブ」という特殊なものが用いられており、人形遣いが仕掛けの糸を引くと、美しかった清姫の頭に二本の角が生え、目は金色に見開かれ、口が大きく裂けて鋭い牙が剥き出しになる。また、川水に見立てた浪布が舞台上で所狭しとうねり、その中を清姫がある時は人間、またある時は大蛇の姿となって泳ぎ渡ると観客の昂奮はピークに達する。
- 歌舞伎 : 『京鹿子娘道成寺』、『奴道成寺』、『二人道成寺』、『男女道成寺』
- 組踊 : 『執心鐘入』玉城朝薫作、1719年初演。王府奉公のために都へ向かう十四歳の中城若松は、旅の途中に宿泊した家の女主人に激しく求愛されるが拒絶し、宿を逃げ出すと、末吉の寺へ逃げ込んだ。一旦は鐘の中へ隠れた若松だったが、僧の勧めで鐘から出て、別の場所に身を隠した。その後、若松を追って寺まで来た女は、「今に不審やあの鐘」と言うが早いか、鐘の中へ籠り、やがて鬼女となって姿を現す。鬼女が吊られた鐘の中で逆さになり、上半身だけを外に出して僧と対峙するという演出は、人形浄瑠璃『日高川入相花王』や歌舞伎『京鹿子娘道成寺』などにも無い大胆なもので、この演目独自の魅力のひとつである。なお、鬼女は結局のところは、僧たちに祈り伏せられて退散する。

### 地域の口承文学
また、真砂の里では別の伝説が行われている。大きな相違点を挙げると以下のようになる。
- 清姫の母親は実は、男やもめであった父が助けた白蛇の精であった。
- 初め安珍は幼い清姫に「将来結婚してあげる」と言っていたが、清姫の蛇身を見て恐れるようになった。
- 安珍に逃げられた清姫は絶望し富田川に入水、その怨念が蛇の形をとった。
- 蛇にならず、従って安珍も殺さず、清姫が入水して終わる話もある。

さらに異説としては、清姫は当時鉱山経営者になっており、安珍が清姫から鉱床秘図を借りたまま返さないので、怒った清姫やその鉱山労働者が安珍を追い詰めたという話がある（「清姫は語る」津名道代〈中辺路出身〉)。
わらべ歌 に 『道成寺』（道成寺のてまり唄。和歌山県。作者不詳）がある：

トントンお寺の道成寺

釣鐘下（お）ろいて 身を隠し

安珍清姫 蛇（じゃ）に化けて

七重（ななよ）に巻かれて 一廻（まわ）り 一廻り

## 史跡
伝説の舞台となる道成寺には安珍塚がある。

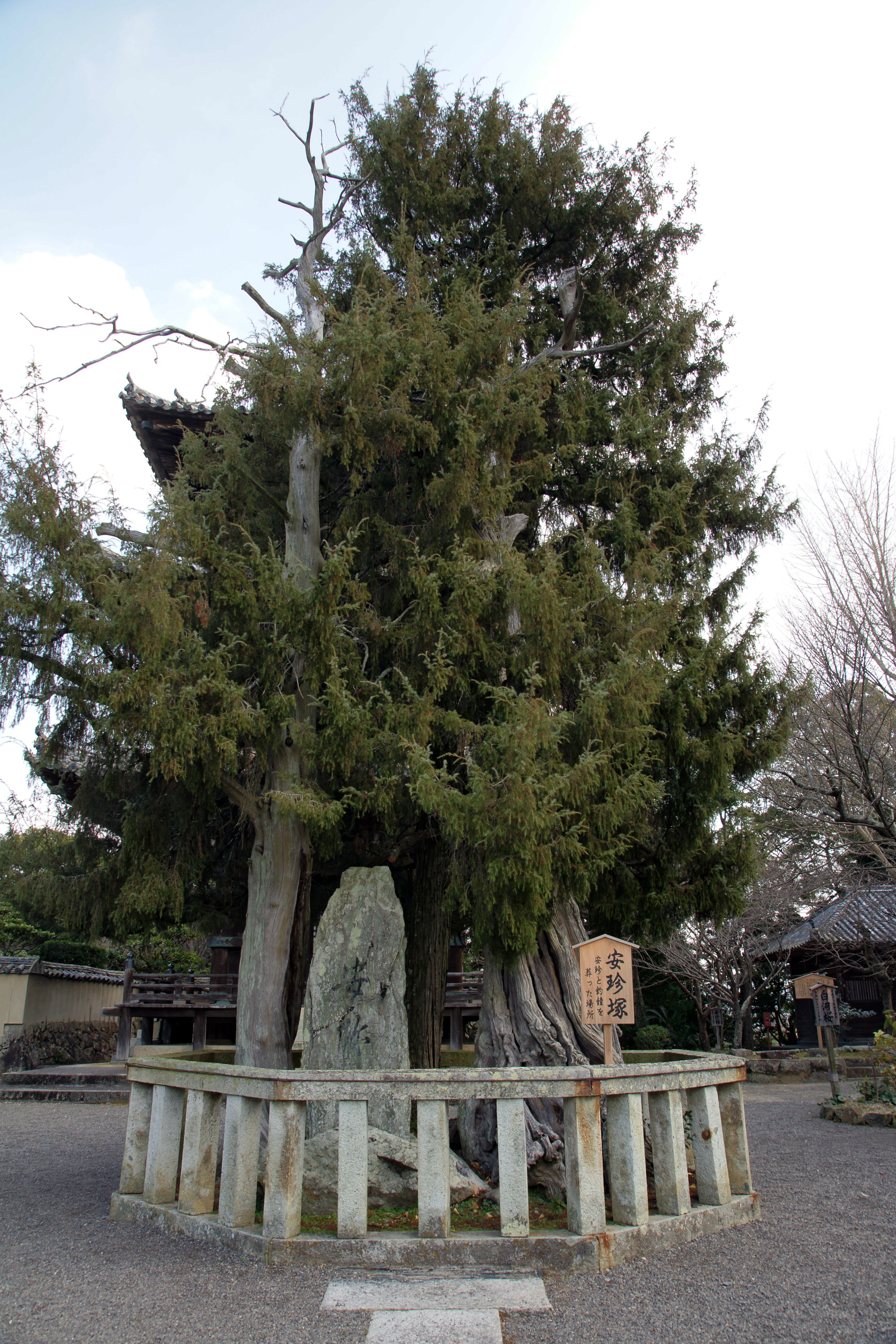
道成寺の安珍塚

「上野というところ」の北西、旧・名田村大字野島（）（現今の御坊市名田町野島）に清姫が履物を脱いだと史跡と称する草履塚があり、近くには袈裟掛松も生えていた。
また、清姫が入水して果てたのは道成寺と八幡山のあいだの入江であるという地元伝承があり絵解きなどで伝えているが、その入江のあった陸地にある清姫の「蛇塚（）」"がその名残と伝わる。これとは別に清姫の墓と伝えられる石塔が、清姫の生誕地とされる真砂（現在の熊野古道の中辺路付近）にある、
ほか、清姫渕、衣掛松、清姫のぞき橋、鏡岩など、伝説にまつわる史跡が数多く残されている。
熊野古道潮見峠越えにある田辺市指定天然記念物の大木・捻木ノ杉は、清姫が安珍の逃走を見て口惜しんで身をよじった際、一緒にねじれてしまい、そのまま大木に成長したものといわれる。
妙満寺に納められた道成寺の鐘は、現在でも同寺に安置されており、寺の大僧正の供養により清姫の怨念が解けて美しい音色を放つようになったとされ、霊宝として同寺に伝えられている。毎年春には清姫の霊を慰めるため、鐘供養が行われている。道成寺関連の作品を演じる芸能関係者が舞台安全の祈願に訪れていた時代もあり、芸道精進を祈願して寺を訪ねる芸能関係者も多い。

### 地域の祭りなど
- 中辺路では毎年7月頃、安珍・清姫伝説をテーマとした「清姫まつり」が、清姫が入水したとされる富田川の河川敷で開催されており、蛇身となった清姫が火を吐く様子などが再現されている[137][142]。
- 和歌山県みなべ町の常福寺の盆踊りに「安珍・清姫伝説」を題材にした盆踊りが行われている。
- 安珍の生地とされる白河市根田では、安珍の命日とされる3月27日に、墓（後年、村人が供養のために建てたもの）の前で安珍念仏踊り（福島県無形民俗文化財）が奉納されている。

## 出自伝承
清姫の出自について前述のように原典に記載がないが、『道成寺縁起』には真砂庄司清次の娘とある。真砂（まなご）はかつての紀伊国牟婁郡に属し、現在の和歌山県田辺市中辺路町真砂にあたり、河原に小石の多いことが地名の由来とされる。五体王子のひとつ・滝尻王子の下手にあたる熊野街道の休息地であり、『明月記』建仁元年10月22日条に「払暁出近露 下滝尻マナコ小家昼養了」とあり、後鳥羽院一行も真砂に立ち寄っている。
『熊野氏和田系図』等によれば、真砂庄司家は牟婁郡司および熊野本宮大社の禰宜を世襲した熊野国造の一族といい、熊野連広主の三子・広泰（従五位上）の子、清次（従六位上）が真砂庄司を称して以降、清常－清行－女子－清邑と続き、31代当主真砂友家のとき、豊臣秀吉の紀州攻めに抵抗し家臣71名とともに討死し滅んだという。宮内庁書陵部蔵『華族系譜61 亀井家』や東大史料編纂所蔵『亀井家譜』には鈴木重康の母が清姫の甥にあたる真砂庄司清行の女子とあり、真砂庄司家の女系には紀州の大族・藤白鈴木氏やその支流で戦国期に活躍した雑賀鈴木氏、三河鈴木氏、江梨鈴木氏らが出て現在に続いている。

真砂庄司家の直系系図は以下の通り。
| 熊野連広主 （熊野本宮大社禰宜 従六位下） |                    |                    |                    |                    |                    |                                 |                                 |                                 |                                 |                                 |                                 |  |  |  |  |  |  |  |  |  |  |  |  |  |  |  |  |
|                                          |                    |                    |                    |                    |                    |                                 |                                 |                                 |                                 |                                 |                                 |  |  |  |  |  |  |  |  |  |  |  |  |  |  |  |  |
| 熊野連広泰 （従五位上）                  |                    |                    |                    |                    |                    |                                 |                                 |                                 |                                 |                                 |                                 |  |  |  |  |  |  |  |  |  |  |  |  |  |  |  |  |
|                                          |                    |                    |                    |                    |                    |                                 |                                 |                                 |                                 |                                 |                                 |  |  |  |  |  |  |  |  |  |  |  |  |  |  |  |  |
| 真砂清次1 （従六位上）                   |                    |                    |                    |                    |                    |                                 |                                 |                                 |                                 |                                 |                                 |  |  |  |  |  |  |  |  |  |  |  |  |  |  |  |  |
|                                          |                    |                    |                    |                    |                    |                                 |                                 |                                 |                                 |                                 |                                 |  |  |  |  |  |  |  |  |  |  |  |  |  |  |  |  |
|                                          |                    |                    |                    |                    |                    |                                 |                                 |                                 |                                 |                                 |                                 |  |  |  |  |  |  |  |  |  |  |  |  |  |  |  |  |
| 真砂清常2 （庄司）                       | 真砂清常2 （庄司） | 真砂清常2 （庄司） | 真砂清常2 （庄司） | 真砂清常2 （庄司） | 真砂清常2 （庄司） | 女子 （清姫）                   | 女子 （清姫）                   | 女子 （清姫）                   | 女子 （清姫）                   | 女子 （清姫）                   | 女子 （清姫）                   |  |  |  |  |  |  |  |  |  |  |  |  |  |  |  |  |
| 真砂清常2 （庄司）                       | 真砂清常2 （庄司） | 真砂清常2 （庄司） | 真砂清常2 （庄司） | 真砂清常2 （庄司） | 真砂清常2 （庄司） | 女子 （清姫）                   | 女子 （清姫）                   | 女子 （清姫）                   | 女子 （清姫）                   | 女子 （清姫）                   | 女子 （清姫）                   |  |  |  |  |  |  |  |  |  |  |  |  |  |  |  |  |
| 真砂清行3 （庄司左衛門）                 |                    |                    |                    |                    |                    |                                 |                                 |                                 |                                 |                                 |                                 |  |  |  |  |  |  |  |  |  |  |  |  |  |  |  |  |
|                                          |                    |                    |                    |                    |                    |                                 |                                 |                                 |                                 |                                 |                                 |  |  |  |  |  |  |  |  |  |  |  |  |  |  |  |  |
|                                          |                    |                    |                    |                    |                    |                                 |                                 |                                 |                                 |                                 |                                 |  |  |  |  |  |  |  |  |  |  |  |  |  |  |  |  |
| 女子                                     | 女子               | 女子               | 女子               | 女子               | 女子               | 女子 （藤白鈴木氏・鈴木重康母） | 女子 （藤白鈴木氏・鈴木重康母） | 女子 （藤白鈴木氏・鈴木重康母） | 女子 （藤白鈴木氏・鈴木重康母） | 女子 （藤白鈴木氏・鈴木重康母） | 女子 （藤白鈴木氏・鈴木重康母） |  |  |  |  |  |  |  |  |  |  |  |  |  |  |  |  |
| 女子                                     | 女子               | 女子               | 女子               | 女子               | 女子               | 女子 （藤白鈴木氏・鈴木重康母） | 女子 （藤白鈴木氏・鈴木重康母） | 女子 （藤白鈴木氏・鈴木重康母） | 女子 （藤白鈴木氏・鈴木重康母） | 女子 （藤白鈴木氏・鈴木重康母） | 女子 （藤白鈴木氏・鈴木重康母） |  |  |  |  |  |  |  |  |  |  |  |  |  |  |  |  |
| 真砂清邑4 （庄司橘大夫）                 |                    |                    |                    |                    |                    |                                 |                                 |                                 |                                 |                                 |                                 |  |  |  |  |  |  |  |  |  |  |  |  |  |  |  |  |

## 比較文学論・類話
『古事記』の本牟智和気王説話に出雲の肥河における蛇女との婚礼の話に類似性があり、誉津別命が参詣の旅の途中、宿泊先で女を娶ったとときその姿を覗き見て正体が蛇であることに気付き畏れて逃げ出すが、大蛇に海を越えて追いかけられ大和へと逃げ延びるという内容である。
また、『賢学草紙』では、賢学が清水寺で姫を見初める展開になっているが、『清玄桜姫』において恋愛に没落する清玄も清水寺の僧なので関連性が指摘されている。
上田秋成原作『雨月物語』の中に『道成寺』を元にしたと思われる『蛇性の婬』と言う話が載っている。
吹田に伝わる民話に、太左衛門という男が新田で草刈り中に誤って大蛇の首を落としてしまった後、首だけの大蛇に祟られて最期は鐘に隠れたところを焼き殺されるという、道成寺伝説によく似た結末の民話がある。

## 派生作品
- 日本画家の小林古径がこの伝説を題材にとった絵画『清姫』（8枚の連作）を制作している。山種美術館所蔵。
- 映画『安珍と清姫』（1960年）監督：島耕二 出演：市川雷蔵 若尾文子 製作：大映
- 人形アニメーション『道成寺』(1976年) 制作 演出：川本喜八郎
- 日高川（漫画） - 星野之宣の『妖女伝説』シリーズ中の短編。1980年週刊ヤングジャンプ13号掲載。『日高川入相花王』の清姫役を与えられた文楽座の若き人形遣いを主人公とし、安珍・清姫伝説をモチーフとしている。
- 西口克己作の小説『道成寺』（1988年）[149]
- 平岩弓枝作御宿かわせみ22『清姫おりょう』（1996年）所収「清姫おりょう」- 江戸で清姫伝説の人気にあやかり道成寺の鐘（ただし天保年間の銘入り）などが展示されたとしている。
- 『清姫曼陀羅』-岡本芳一（百鬼どんどろ）による、等身大人形を用いた舞台劇。世界各国で上演された。
- 絵本『安珍と清姫の物語 道成寺』(2004年) 文：松谷みよ子 絵：司修 （ポプラ社）
- 室内オペラ《清姫－水の鱗》～二人の独唱者、混声合唱とピアノのための～（2011年） 作曲：西村朗 台本：佐々木幹郎
- 吹奏楽舞踊『恋ノ道蛇焔』(2022年) 演出:花柳琴臣(花柳流) 演奏:浜松日体中学校・高等学校吹奏楽部